# Stamboom Leopold van Anhalt-Dessau (1676-1747)
| Stamboom Leopold van Anhalt-Dessau (1676-1747)                  | Stamboom Leopold van Anhalt-Dessau (1676-1747)                                                         | Stamboom Leopold van Anhalt-Dessau (1676-1747)                                                         |
| --------------------------------------------------------------- | --- | --- |
| Grootouders                                                     | Johan Casimir van Anhalt-Dessau (1596-1660) x 1623 Agnes van Hessen-Kassel (1606-1650)                 | Frederik Hendrik van Oranje-Nassau (1584-1647) x 1625 Amalia van Solms (1602-1675)                     |
| Ouders                                                          | Johan George II van Anhalt-Dessau (1627-1693) x 1659 Henriëtte Catharina van Oranje-Nassau (1638-1708) | Johan George II van Anhalt-Dessau (1627-1693) x 1659 Henriëtte Catharina van Oranje-Nassau (1638-1708) |
| Leopold I van Anhalt-Dessau (1676-1747) x 1698 Anna Louise Föse | | |
| Kinderen                                                        | Leopold II Maximiliaan (1700-1751) x Gisela Agnes van Anhalt-Köthen                                    | Leopold II Maximiliaan (1700-1751) x Gisela Agnes van Anhalt-Köthen                                    |
| Kleinkinderen                                                   | Leopold III Frederik Frans (1740-1817)                                                                 | Leopold III Frederik Frans (1740-1817)                                                                 |